# Monties
Monties (Gascons: Montias) is een gemeente en dorp (fr.commune) in het Franse departement Gers (regio Occitanie). De commune telt 67 inwoners (2009). De plaats maakt deel uit van het kanton Masseube in het arrondissement Mirande.

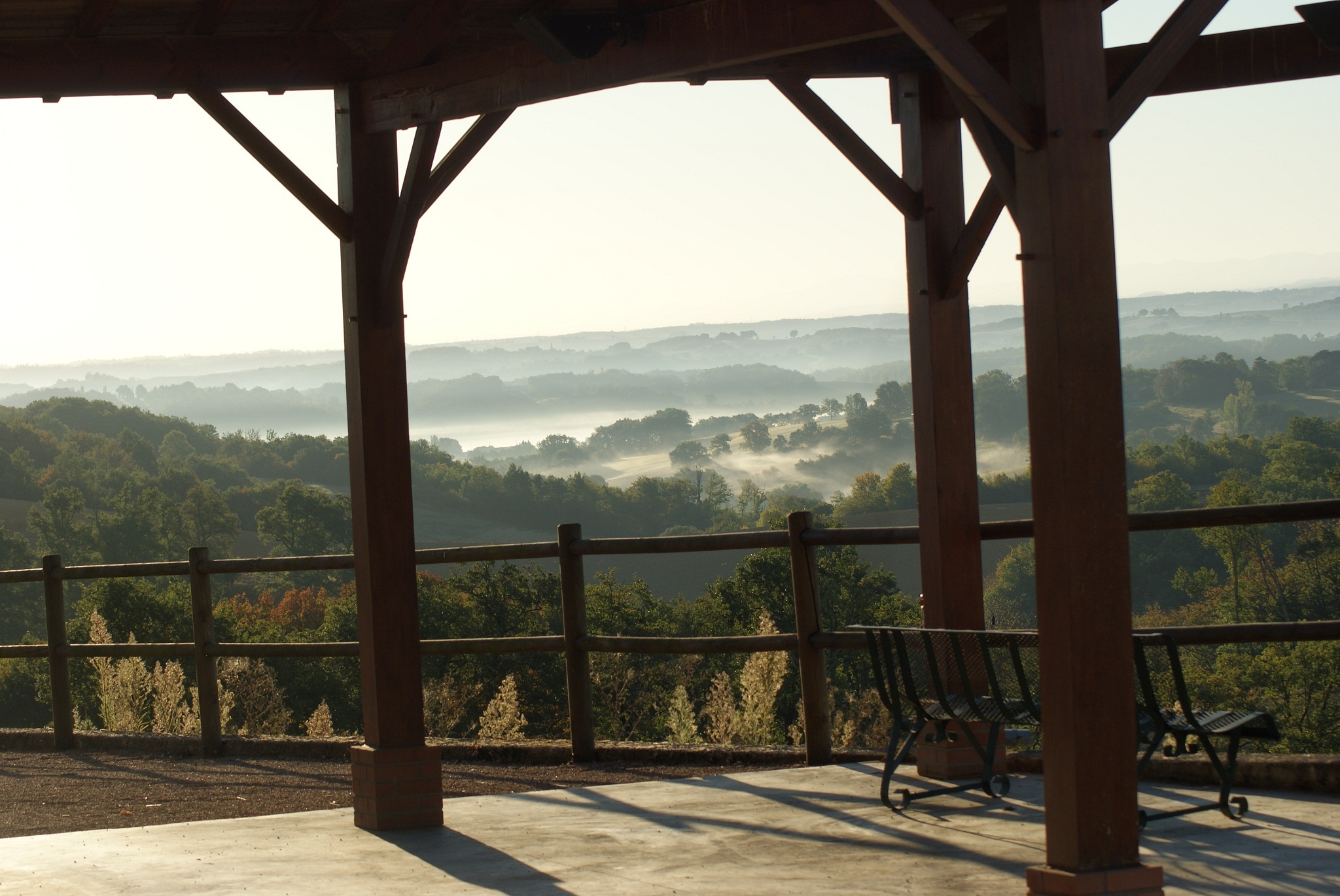
Uitzicht naar het zuidoosten vanaf het gemeentehuis.

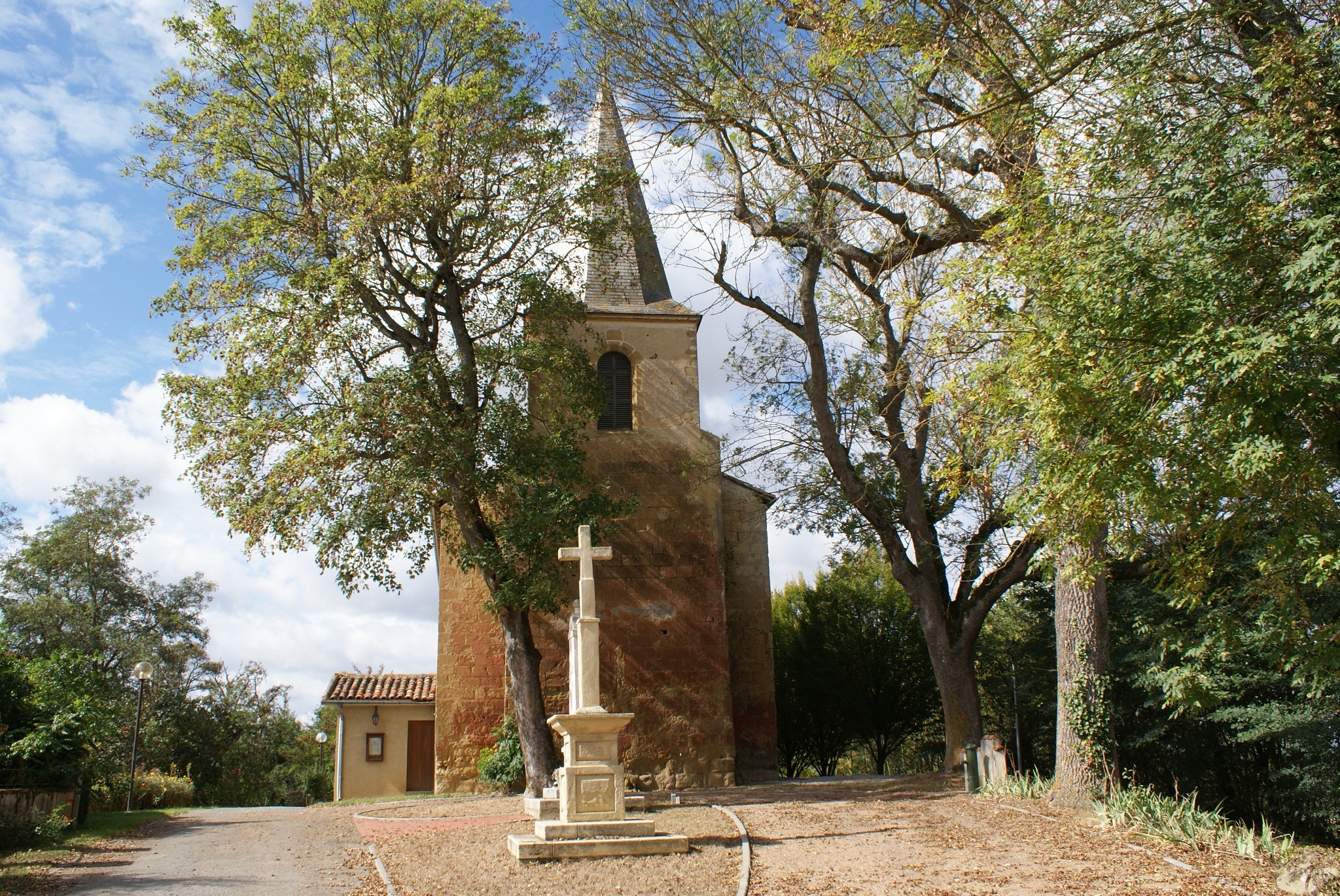
De kerk.

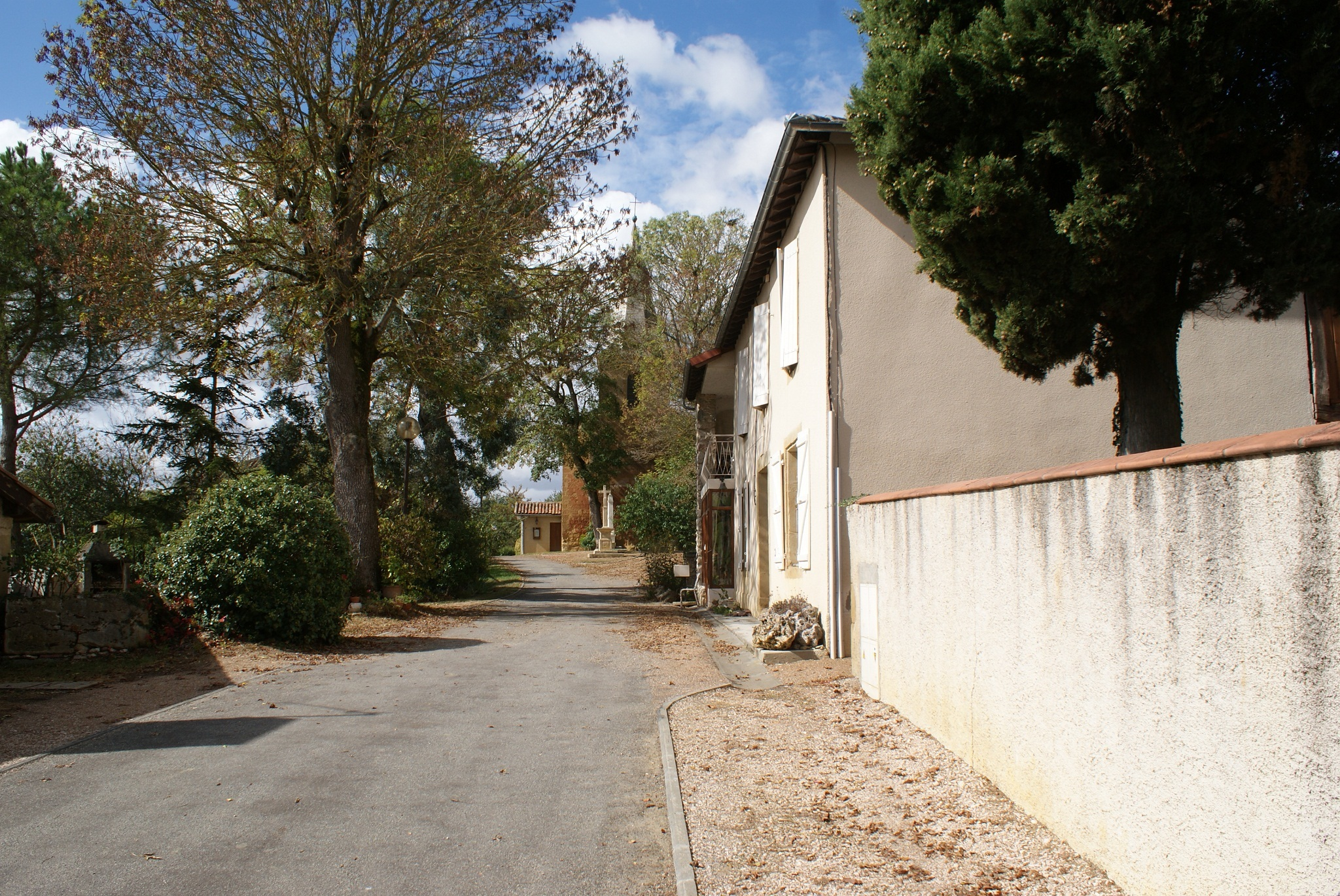
De hoofdstraat.

## Geschiedenis
Kasteel Monties werd voor het eerst in 1242 in een akte genoemd. Het was toen eigendom van de familie d'Orbessan. Deze familie heette eigenlijk d'Ornézan, maar door een schrijffout van een pastoor werden ze abusievelijk ook wel d'Orbessan genoemd. Het kasteel heeft op de plek gestaan waar de kerk zich nu bevindt. Het dorp was in het begin een castelnau. Het is nooit tot een bastide uitgegroeid. In 1355 is het dorp door de Engelse Zwarte Prins verwoest. In 1374 verklaarde Arnaud d'Orbessan zijn trouw aan de graaf van Astarac. Jean d'Ornézan zweert eind 15e eeuw ook trouw aan de graaf van Astarac. Bertrant d’Ornezan verkoopt Monties midden 16e eeuw aan Francis Baliros. Het land komt ten slotte achtereenvolgens in handen van de families Massencôme en Saint-Pastou.

## Het huidige dorp
Monties ligt aan de D171. In de gemeente kruist deze de D283. In het westen stroomt de Arrats door de gemeente. Het oudste gebouw in het dorp is uit 1866. Er is een kerk met twee gebrandschilderde ramen. Voor de kerk is een monument voor de gevallenen, een kruis en een pomp. Vanaf het gemeentehuis is een vrij zicht op de Pyreneeën. Aan het gemeentehuis is een feestzaal. Bij die zaal staat een gietijzeren kruis met figuren, ter herinnering aan de missie van 1886. Achter het gemeentehuis staat een boom voor de vrijheid met de datum: 20 mei 1989. Er is een Chambres d'Hôtes in de gemeente. De commune is lid van Les Hautes Vallées. Het dorp valt onder de VVV (fr. l'office de tourisme) van Masseube.

## Geografie
De oppervlakte van Monties bedraagt 10,2 km², de bevolkingsdichtheid is dus 6,6 inwoners per km².
De onderstaande kaart toont de ligging van Monties met de belangrijkste infrastructuur en aangrenzende gemeenten.

## Demografie
Onderstaande figuur toont het verloop van het inwonertal (bron: INSEE-tellingen)